# 催眠調教学園
『催眠調教学園』は、星野竜一による日本の成人向け漫画。
催眠術師に目覚めた男性教師が学園に関わる女性たちを次々と操り淫行の限りを尽くすストーリー。

## 登場人物
雨宮勇人
カウンセラーだが教師扱いされることもある。子供のころはイジメられていた。出勤は週三日ほど。催眠術とカウンセラーの立場を悪用して女性を調教している。
中尾里美
女性教師。雨宮曰く「学園ベスト3に入る美人教師」。豊満な胸を持っているが本人は、からかわれたり、男からじろじろ見られていることなどで、コンプレックスに思っている。しかし、雨宮が言うにはその視線などを楽しんでいると推測されている。雨宮のカウンセラーを受けたことで大胆になり、服装も過激になった。
白鳥麗香
女性教師。旧財閥のお嬢様という出自を持つ。吹奏楽部の顧問もしているが、そこで指導した生徒と情を通わせるようになり、そのことを知った理事長の西園寺に脅迫されて肉体関係を持っている。そこを様々な調査から知っていた雨宮が介入して助けるそぶりを見せた雨宮に心を任せるようになる、
荻野健太
男子生徒。不登校児。インターネットでエロサイトを見ている年ごろの性的思考を持つ。
荻野響子
健太の義母。元は一流商社のキャリアウーマンだったが夫の願いで専業主婦になった。カウンセラーとして来た雨宮に見初められ、手を出される。夫は結婚したら自分に見向きをしなくなったとのことで、これに対する不満も雨宮に突けいれられる要因となった。雨宮に調教された結果、自分の肉体を使って健太にアタックをするようになる。
篠崎由美
養護教諭。26歳。雨宮も認める巨乳。雨宮の催眠に全くかからず、むしろ企みを見抜いた上で関係している。
最終話において、催眠で集めた資金で開業した雨宮と結婚するが、最初の時点で逆に雨宮を催眠に落としており、彼の行動をコントロールしていた。
西園寺
理事長。白鳥を脅迫して肉体関係を持っている。
西園寺彩香
理事長の妻。実質的に学園を取り仕切っている人物。高校卒業までに10人の男性とセックスをした節操なし。美貌と巨乳の持ち主で胸に関しては「牛みたいにでかい」と雨宮から称されている。
桐生麻理香
学園の卒業生。元生徒会長。1994年生まれ。菱田自動車の社長令嬢。3年間学年首席でスポーツではテニスでインターハイ出場をした文武両道。実はレズビアン。

## 書誌情報
- 星野竜一 『催眠調教学園』 株式会社リイド社、全1巻、2015年9月25日発売